# 7차원 초구
기하학에서, 7차원 초구(七次元超球, 영어: 7-sphere)는 8차원 유클리드 공간 속의, 원점에서 같은 거리에 있는 점으로 구성된 다양체이다. 이는 총 28개의 매끄러움 구조를 갖는다. 매끄러운 7차원 초구는 리 군으로부터 다양한 방법으로 동차 공간으로서 구성될 수 있으며, 특히 팔원수와 단순 리 군 G₂와 깊은 관계를 가진다.

## 정의
7차원 초구는 8차원 유클리드 공간 속의, 단위 노름의 벡터로 구성된 매끄러운 다양체이다. 이 위에는 표준적인 리만 계량이 존재한다.
7차원 초구는 다음과 같이 대칭 공간을 이룬다.
{\displaystyle \mathbb {S} ^{7}\cong \operatorname {SO} (8)/\operatorname {SO} (7)}
{\displaystyle \mathbb {S} ^{7}\cong \operatorname {Spin} (7)/G_{2}}
{\displaystyle \mathbb {S} ^{7}\cong \operatorname {SU} (4)/\operatorname {SU} (3)}
{\displaystyle \mathbb {S} ^{7}\cong \operatorname {USp} (4)/\operatorname {USp} (2)=\operatorname {Spin} (5)/\operatorname {Spin} (3)}
또한, 7차원 초구는 노름 1의 팔원수의 공간으로 여길 수 있다.
{\displaystyle \mathbb {S} ^{7}=\{x\in \mathbb {O} \colon \|x\|=1\}}
사실, 순허수 팔원수의 공간 위의 노름 보존 실수 선형 변환의 군 {\displaystyle \operatorname {SO} (7)} 가운데, {\displaystyle G_{2}\leq \operatorname {SO} (7)}은 그 부분군을 이룬다. 따라서 {\displaystyle \operatorname {SO} (7)/G_{2}}를 취할 수 있는데, 이는 임의의 한 원소 {\displaystyle \mathrm {i} \in \mathbb {H} }의 상에 의하여 분류된다. 즉, 이는 {\displaystyle \mathbb {S} ^{7}}을 이룬다.

### 스피너를 통한 표현
7차원 유클리드 공간의 8차원 마요라나 스피너를 생각하자. 이 경우, 0이 아닌 임의의 스피너의 안정자군은 {\displaystyle G_{2}}이며, 이에 대한 몫 {\displaystyle \operatorname {Spin} (7)/G_{2}}은 이 스피너가 대응되는 상의 공간이다. 스피너 공간 위의 Spin(7)의 작용은 노름을 보존하므로, 이는 {\displaystyle \mathbb {S} ^{7}}이다.

## 성질

### 호프 주다발
7차원 초구는 호프 올다발
{\displaystyle \mathbb {S} ^{3}\hookrightarrow \mathbb {S} ^{7}\twoheadrightarrow \mathbb {S} ^{4}}
을 정의한다. 이는 {\displaystyle \operatorname {SU} (2)}에 대한 주다발을 이룬다.

### 군의 작용
{\displaystyle \mathbb {S} ^{7}}은 등거리군 {\displaystyle \operatorname {O} (8)}을 갖는다. 임의의 점의 안정자군은 O(7)이며, 이에 따라 {\displaystyle \mathbb {S} ^{7}=\operatorname {O} (8)/\operatorname {O} (7)}이다.
{\displaystyle \mathbb {S} ^{7}=\operatorname {Spin} (7)/G_{2}}로 여겼을 때, 이는 {\displaystyle \operatorname {Spin} (7)}의 군의 작용을 갖는다. 이는 {\displaystyle \operatorname {O} (8)}의 부분군이다.
호프 주다발 {\displaystyle \operatorname {SU} (2)\hookrightarrow \mathbb {S} ^{7}\twoheadrightarrow \mathbb {S} ^{4}}에 의하여, {\displaystyle \mathbb {S} ^{7}} 위에는 {\displaystyle \operatorname {Spin} (5)} 및 {\displaystyle \operatorname {SU} (2)}가 작용한다. 사실, SU(2)의 작용은 {\displaystyle \operatorname {Spin} (5)}의 작용의 부분 작용이며, {\displaystyle \mathbb {S} ^{7}=\operatorname {Spin} (5)/\operatorname {SU} (2)}이다.

### 평행화 가능 다양체
7차원 초구는 평행화 가능 다양체이다. 사실, 초구 가운데 평행화 가능 다양체인 것은 0차원 · 1차원 · 3차원 · 7차원 밖에 없다. 이들은 실수체 위의 노름 나눗셈 대수(실수, 복소수, 사원수, 팔원수)에서 유래한다. 이 가운데 리 군을 이루지 않는 것은 7차원 초구 밖에 없다. (이는 팔원수가 결합 법칙을 따르지 않기 때문이다.)
구체적으로, 단위 팔원수의 다양체
{\displaystyle \mathbb {S} ^{7}=\{a\in \mathbb {O} \colon |a|=1\}}
에서, 임의의 점 {\displaystyle a}의 접공간은
{\displaystyle \{a+b\in \mathbb {O} \colon a\perp b\}}
이다. 여기서 수직 조건은
{\displaystyle \operatorname {Re} (a^{*}b)=0}
으로 적을 수 있다. 즉
{\displaystyle a^{*}b+b^{*}a=0}
이다. 여기서
{\displaystyle b=(a^{*})^{-1}c}
로 치환하면
{\displaystyle a^{*}((a^{*})^{-1}c)+(c^{*}a^{-1})a=0}
이다. 팔원수는 교대 대수이므로, 이는
{\displaystyle c+c^{*}=0}
이다. 즉, {\displaystyle c}는 순허수 팔원수이다. 이로서 단위 팔원수의 다양체 {\displaystyle \mathbb {S} ^{7}}의 접공간은 표준적으로 순허수 팔원수의 공간과 동형이며, 이에 따라 7차원 초구는 평행화 가능 다양체이다.

### 미분 형식
호프 올다발 {\displaystyle \operatorname {SU} (2)\hookrightarrow \mathbb {S} ^{7}\twoheadrightarrow \mathbb {S} ^{4}}로 인하여, {\displaystyle \mathbb {S} ^{4}}의 부피 형식을 {\displaystyle \mathbb {S} ^{7}}로 당길 수 있다. 이는 4차 완전 미분 형식을 이루며, 이는 {\displaystyle \mathbb {S} ^{7}}의 G₂ 구조의 일부이다. 이는 정의에 따라 {\displaystyle \operatorname {SU} (2)}의 작용에 대하여 불변이다.
보다 구체적으로, 순허수 팔원수의 곱셈에 의하여 7차원 유클리드 공간에는 반대칭 쌍선형 연산
{\displaystyle (\times )\colon \mathbb {R} ^{7}\times \mathbb {R} ^{7}\to \mathbb {R} ^{7}}
이 존재한다. 노름을 사용하여, 이를 {\displaystyle \mathbb {R} ^{7}} 위의 3차 미분 형식
{\displaystyle \varphi \in \bigwedge ^{3}\mathbb {R} ^{7}}
{\displaystyle \varphi (u,v,w)=\langle u,v\times w\rangle }
으로 놓을 수 있다. 이제, 팔원수 공간
{\displaystyle \mathbb {O} =\mathbb {R} \oplus \mathbb {R} ^{7}}
위에 다음과 같은 4차 미분 형식을 정의하자.
{\displaystyle \Phi =\mathrm {d} x\wedge \pi ^{*}\varphi +\pi ^{*}(\star \varphi )}
여기서
- {\displaystyle \star \varphi \in \textstyle \bigwedge ^{4}\mathbb {R} ^{7}}는 {\displaystyle \varphi }의 호지 쌍대이다.
- {\displaystyle \pi \colon \mathbb {O} \twoheadrightarrow \mathbb {R} ^{7}}는 팔원수의 실수 성분을 0으로 놓는 사영 사상이다.
- {\displaystyle \pi ^{*}}는 {\displaystyle \mathbb {R} ^{7}} 위에 정의된 미분 형식을 {\displaystyle \mathbb {O} } 위로 당기는 연산이다.

이는 자기 쌍대 미분 형식이다.
{\displaystyle \Phi =\star \Phi }
자기 쌍대성에 의하여, 이는 다음과 같은 꼴을 갖는다.
{\displaystyle \Phi \upharpoonright (\mathbb {O} \setminus \{0\})=r^{3}\wedge \phi +r^{4}\star _{\mathbb {S} ^{7}}\phi }
여기서 {\displaystyle r\colon \mathbb {O} \to [0,\infty )}는 팔원수의 노름 좌표이다. 이에 따라서, 단위 팔원수의 공간 {\displaystyle \mathbb {S} ^{7}} 위에 3차 미분 형식
{\displaystyle \phi \in \Omega ^{3}(\mathbb {S} ^{7})}
을 정의할 수 있다. 이는
{\displaystyle \mathrm {d} \phi =4\star \phi }
를 따르며, {\displaystyle \mathbb {S} ^{7}} 위의 G₂ 구조를 정의한다.
{\displaystyle \phi }는 닫힌 미분 형식이 아니므로, 7차원 초구는 사실 실제 G₂ 다양체를 이루지는 않는다. (7차원 초구의 홀로노미는 대칭 공간 {\displaystyle \mathbb {S} ^{7}=\operatorname {SO} (8)/\operatorname {SO} (7)}에 의하여 {\displaystyle \operatorname {SO} (7)}이며, 이는 {\displaystyle G_{2}}보다 더 크다.)

### 매끄러움 구조
4차원을 제외하면, 표준적 초구와 위상 동형이지만 미분 동형이 아닌 매끄러운 다양체가 존재하는 최초의 차원은 7차원이다. 7차원 초구와 위상 동형인 매끄러운 다양체들의 (미분 동형류의) 집합은 연결합에 대하여 가환 모노이드를 이루며, 이는 28차 순환군 {\displaystyle \operatorname {Cyc} (28)}과 동형이다. 즉, 표준적인 7차원 초구를 제외하면 총 27개의 이색적 7차원 초구(영어: exotic 7-sphere)가 존재한다.
예를 들어, {\displaystyle \operatorname {Sp} (2)=\operatorname {USp} (4)\cong \operatorname {Spin} (5)} 위의 {\displaystyle \operatorname {Sp} (1)}의 다음과 같은 작용을 생각하자.
{\displaystyle \operatorname {Sp} (1)\times \operatorname {Sp} (2)\to \operatorname {Sp} (2)}
{\displaystyle q\cdot M={\begin{pmatrix}q&0\\0&q\end{pmatrix}}M{\begin{pmatrix}{\bar {q}}&0\\0&1\end{pmatrix}}\qquad (q\in \mathbb {H} ,\;\|q\|=1,\;M\in \operatorname {Sp} (2)\subset \operatorname {Mat} (2,2;\mathbb {H} ))}
그렇다면, 이에 대한 궤도의 공간은 10−3 = 7차원 매끄러운 다양체를 이룬다. 이는 7차원 초구와 위상 동형이지만 미분 동형이 아니다. 이를 그로몰-마이어 초구(영어: Gromoll–Meyer sphere)라고 한다.

### 호모토피 군
초구의 15차 이하의 호모토피 군 가운데 자명군이 아닌 것은 다음과 같다.
{\displaystyle \pi _{7}(\mathbb {S} ^{7})\cong \mathbb {Z} }
{\displaystyle \pi _{8}(\mathbb {S} ^{7})\cong \pi _{9}(\mathbb {S} ^{7})\cong \pi _{13}(\mathbb {S} ^{7})\cong \mathbb {Z} /(2)}
{\displaystyle \pi _{10}(\mathbb {S} ^{7})\cong \mathbb {Z} /(24)}
{\displaystyle \pi _{14}(\mathbb {S} ^{7})\cong \mathbb {Z} /(120)}
{\displaystyle \pi _{15}(\mathbb {S} ^{7})\cong (\mathbb {Z} /(2))^{3}}

## 역사
7차원 초구가 여러 개의 매끄러움 구조를 갖는다는 사실은 존 밀너가 1956년에 최초로 증명하였다.

## 참고 문헌
1. ↑  Cederwall, Martin; Preitschopf, Christian R. “S7 and Ŝ7” (영어). arXiv:hep-th/9309030.
2. ↑  Lotay, Jason D. “Associative submanifolds of the 7-Sphere” (영어). arXiv:1006.0361.
3. ↑  Gromoll, Detlef; Meyer, Wolfgang (1974년 9월). “An exotic sphere with nonnegative sectional curvature”. 《Annals of Mathematics》 (영어) 100 (2): 401–406. doi:10.2307/1971078. JSTOR 1971078.